# Gilberto Martínez
Gilberto Martínez Vidal (ur. 1 października 1979 w Golfito) – piłkarz kostarykański grający na pozycji lewego obrońcy.

## Kariera klubowa
Piłkarską karierę Martínez zaczynał w jednym z najsłynniejszych i najbardziej utytułowanych klubów w Kostaryce, Deportivo Saprissa. W drużynie zadebiutował w wieku 20 lat w 1999 roku, ale wówczas był wprowadzany do drużyny by ogrywać się z dorosłym futbolem. 11 meczów na lewej obronie Deportivo nieznacznie pomogło w zdobyciu wicemistrzostwa Kostaryki. W sezonie 2000/2001 Martinez był już podstawowym zawodnikiem drużyny Deportivo i zaczęto go uważać za jednego z najlepszych obrońców młodego pokolenia w kraju. Deportivo nie osiągnęło w sezonie znaczących sukcesów i zajęło 3. miejsce w lidze. Rok później – znów z Gilberto w składzie – Deportivo ponownie zajęło 3. miejsce.
Latem 2002 dobre występy Martineza zarówno w lidze Kostaryki, jak i w reprezentacji Kostaryki (młodzieżowej a niedługo potem seniorskiej), zostały zauważone przez trenerów Brescii Calcio i 15 września Gilberto podpisał kontrakt z tym klubem z Serie A. W lidze zadebiutował w 1. kolejce ligowej, 6 września w przegranym 3:4 wyjazdowym meczu z Parmą. Łatwo wywalczył sobie miejsce w składzie i zagrał we wszystkich 34 meczach ligowych i tylko jeden raz został zdjęty z boiska przed czasem. Brescia zajęła 9. miejsce w lidze i dzięki temu trafiła do Pucharu Intertoto. W sezonie 2003/2004 Gilberto zagrał w 30 meczach i zajął z Brescią 11. miejsce w lidze. Zespołowi nie udało się natomiast awansować do Pucharu UEFA i odpadł on w jeden z wcześniejszych faz Pucharu Intertoto. Sezon 2004/2005 nie był dla Brescii i Martineza udany. „Biancoazzurri” zajęli przedostatnią, 19. pozycję w lidze i spadli do Serie B. Jedynym małym pocieszeniem dla Gilberto był fakt, iż zdobył swoją premierową bramkę w Serie A – 5 grudnia 2004 w wyjazdowym wygranym 3:1 meczu z Regginą Calcio. Martinez latem nie opuścił zespołu i zdecydował się grać w nim w Serie B. Brescia zajęła jednak dopiero 10. miejsce w lidze i nie zdołała awansować do Serie A, pomimo iż kierownictwo klubu założyło sobie taki cel przed sezonem.
W sierpniu 2006 AS Roma poszukiwała lewego obrońcy i wybór padł na Martineza i tuż przed zamknięciem okna transferowego stołeczny klub wypożyczył na rok Gilberto. Jednak podczas sezonu trener Romy Luciano Spalletti nie wstawiał Martineza do pierwszego składu. Latem 2007 roku Martinez powrócił do Brescii.
| Sezon   | Klub         | Kraj      | Rozgrywki                  | Mecze | Bramki |
| ------- | ------------ | --------- | -------------------------- | ----- | ------ |
| 1999/00 | Saprissa     | Kostaryka | Primera Division           | 11    | 0      |
| 2000/01 | Saprissa     | Kostaryka | Primera Division           | 26    | 0      |
| 2001/02 | Saprissa     | Kostaryka | Primera Division           | 31    | 0      |
| 2002/03 | Brescia      | Włochy    | Serie A                    | 34    | 0      |
| 2003/04 | Brescia      | Włochy    | Serie A                    | 30    | 0      |
| 2004/05 | Brescia      | Włochy    | Serie A                    | 33    | 1      |
| 2005/06 | Brescia      | Włochy    | Serie B                    | 35    | 0      |
| 2006/07 | AS Roma      | Włochy    | Serie A                    |       |        |
| 2007/08 | Brescia      | Włochy    | Serie B                    | 0     | 0      |
| 2008/09 | Brescia      | Włochy    | Serie B                    | 30    | 0      |
| 2009/10 | Brescia      | Włochy    | Serie B                    | 14    | 0      |
| 2010/11 | Brescia      | Włochy    | Serie A                    | 19    | 0      |
| 2010/11 | UC Sampdoria | Włochy    | Serie A                    | 9     | 0      |
| 2011/12 | Brescia      | Włochy    | Serie B                    | 23    | 0      |
| 2012/13 | Lecce        | Włochy    | Lega Pro Prima A           | 9     | 0      |
| 2013/14 | Lecce        | Włochy    | Lega Pro Prima B           | 22    | 0      |
| 2014/15 | Lecce        | Włochy    | Lega Pro Girone C          | 18    | 0      |
| 2014/15 | Monza        | Włochy    | Lega Pro Girone A          | 13    | 0      |
|         |              |           | Łącznie w Primera Division | 68    | 0      |
|         |              |           | Łącznie w Serie A          | 125   | 1      |

## Kariera reprezentacyjna
Swoją reprezentacyjną karierę Martinez rozpoczął od występów w młodzieżowej reprezentacji Kostaryki. Zagrał z nią na Młodzieżowych Mistrzostwach Świata w 1999 roku odbywających się w Nigerii. Kostaryka odpadła tam jednak po fazie grupowej, ale menedżerowie z Europy już wtedy zwrócili uwagę na Martineza. Ciągłe dobre występy w kadrze U-21 spowodowały, że Martinez zadebiutował w końcu w seniorskiej kadrze Kostaryki. Debiut miał miejsce 6 stycznia 2001 w wygranym 5:2 meczu z reprezentacją Gwatemali i Martinez od tego czasu zadomowił się w kadrze na dłużej. Selekcjoner Alexandre Guimarães powołał go do kadry na finały Mistrzostwa Świata w 2002. Tam Gilberto zagrał we wszystkich trzech meczach swojej drużyny – z Chinami (2:0), Turcją (1:1) oraz z Brazylią (2:5). Dzięki gorszemu bilansowi bramek niż Turcja, Kostaryka nie wyszła z grupy zajmując w niej 3. miejsce. 4 lata później Gilberto ponownie trafił do kadry na wielką imprezę. Na Mistrzostwach Świata w Niemczech zagrał jednak tylko 1 mecz – 67 minut w pierwszym meczu z gospodarzami turnieju, reprezentacją Niemiec. Kostaryka przegrała jednak wszystkie mecze i zajęła ostatnie miejsce w grupie.